# Ovčie
Ovčie is een Slowaakse gemeente in de regio Prešov, en maakt deel uit van het district Prešov.
Ovčie telt 681 inwoners.